# Ганау-Лихтенберг
Графство Гана́у-Ли́хтенберг (нем. Grafschaft Hanau-Lichtenberg) — территория в составе Священной Римской империи.

## История

### Образование графства Ганау-Бабенхаузен
В 1451 году скончался правивший в графстве Ганау Рейнхард II, а год спустя скончался также его сын и наследник Рейнхард III. Филиппу — сыну Рейнхарда III — было тогда всего четыре года, и не было уверенности в том, что он сможет прожить достаточно долго, чтобы произвести наследника мужского пола. Единственным оставшимся мужчиной в роду был другой Филипп — брат Рейнхарда III. Так как ещё в 1375 году в роду Ганау был принят принцип первородства, то разразился конфликт: пфальцграфиня Маргарет Мосбахская (мать младшего Филиппа) и её отец Оттон I (пфальцграф Мосбаха) настаивали на сохранении принципа первородства, в то время как старший Филипп, на стороне которого было большинство влиятельных людей в графстве, хотел стать графом сам. В 1457 году Маргарет скончалась, и в 1458 году лежавший южнее реки Майн амт Бабенхаузен был отделён от графства и отдан старшему Филиппу, ставшему Филиппом Бабенхаузенским, а оставшуюся севернее реки Майн часть графства стали впоследствии называть Ганау-Мюнценберг.

### Наследование Лихтенберга
В том же 1458 году Филипп Бабенхаузенский женился на Анне Лихтенбергской — одной из двух дочерей Людвига V Лихтенбергского. В 1471 году Людвиг V скончался, и сеньором Лихтенберга стал его брат Якоб Бородатый. В 1480 году умер и он, и Филипп, получивший права на наследство от своей скончавшейся в 1474 году супруги, унаследовал половину его владений в нижнем Эльзасе вместе с его столицей Буксвиллером. В результате его владения выросли с крошечного клочка до земель, по площади не уступавшим графству Ганау-Мюнценберг, и их стали называть графством Ганау-Лихтенберг.

### Наследование Цвейбрюккена
Другая дочь Людвига V — Элизабет — вышла за Симона IV Векера, графа Цвейбрюккен-Битшского, который и унаследовал вторую половину лихтенбергских владений. В 1570 году скончался Якоб — последний граф Цвейбрюккен-Битшский, и женатый на его дочери Лудовике Маргарет граф Филипп V Ганау-Лихтенбергский унаследовал остаток лихтенбергских владений, а также графство Цвейбрюккен-Битш и баронство Оксенштейн. Однако наследство оспорил Филипп I Лейнинген-Вестербургский, женатый на дочери предыдущего графа Цвейбрюккен-Битшского: дело в том, что Битш формально относился к герцогству Лотарингия, и теоретически, в соответствии с законами герцогства, мог наследоваться только по мужской линии.
Поначалу Филиппу V удалось взять верх. Однако распространение лютеранства вызвало неудовольствие лотарингского герцога Карла III, и он на правах сюзерена отнял феодальное владение. В 1572 году лотарингские войска оккупировали графство и остановили Реформацию. Так как Филипп V не мог соперничать с герцогством Лотарингия в военной области, то он перенёс спор в юридическую плоскость. В итоге, в 1606 году было решено, что Битш возвращается Лотарингии, а амт Лемберг, являвшийся аллодом
Цвейбрюккенских графов, отходит графству Ганау-Лихтенберг.

### Воссоединение графства Ганау

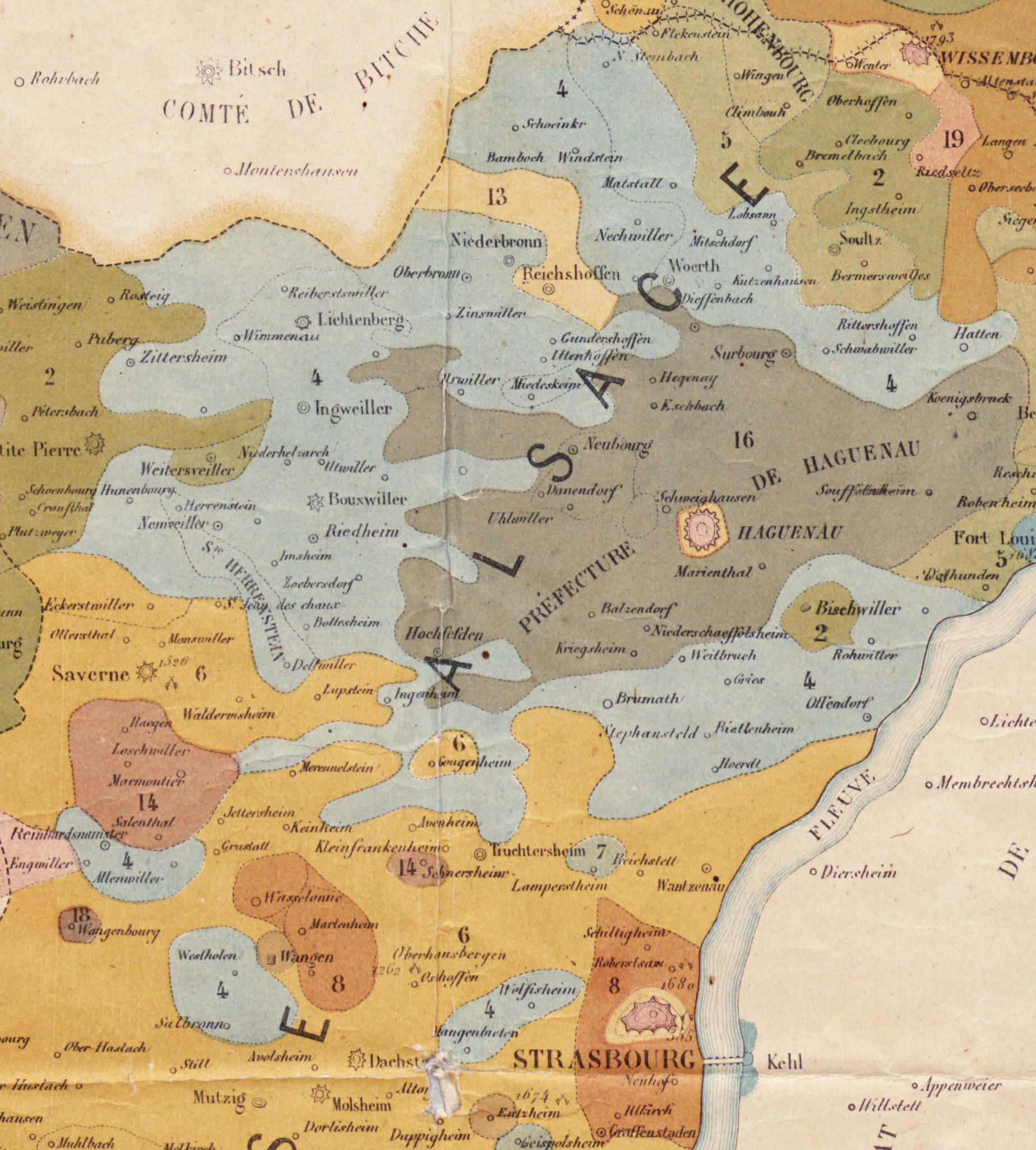
Эльзас в 1680 году на момент его захвата Людовиком XIV. Земли, принадлежавшие графству Ганау, закрашены голубым цветом

В 1642 году скончался Иоганн Эрнст — последний из мужчин ветви, правившей в Ганау-Мюнценберге. Ближайшим родственником мужского пола был Фридрих Казимир Ганау-Лихтенбергский, который в то время был ещё мал и находился под опекой Георга II Флекенштайн-Дагштульского. В это время шла Тридцатилетняя война, и если в Ганау-Мюнценберге большинство населения поддерживало кальвинистов, то жители Ганау-Лихтенберга были лютеранами. Чтобы обеспечить наследство Фридриха Казимира, Георгу II пришлось объявить кальвинизм государственной религией на землях Ганау-Мюнценберга, сохранив право на совершение лютеранских обрядов лишь для себя и членов своего двора. В 1643 году ему пришлось заключить договор с Амалией Елизаветой Ганау-Мюнценбергской (которая к тому времени была регентом Гессен-Касселя при несовершеннолетнем сыне Вильгельме VI), по условиям которого она предоставляла военную и дипломатическую поддержку против тех, кто препятствовал вступлению Фридриха Казимира в наследство, однако взамен на это в случае пресечения мужской линии дома Ганау права на графство отходили потомкам Амалии Елизаветы.
В 1638 году после смерти Филиппа Морица Ганау-Мюнценбергского, его вдова Сибилла Кристина Ангальт-Дессауская получила в качестве вдовьей доли замок Штайнау. Чтобы избежать её возможных претензий на графство, было решено женить на ней Фридриха Казимира. Из-за двадцатилетней разницы в возрасте (вдове было уже 44 года) брак оказался бездетным. В 1680 году французский король Людовик XIV, проводивший «политику присоединений», занял Лотарингию, и графство Ганау лишилось собственно исторического Лихтенберга.

### Второе создание Ганау-Лихтенберга
Фридрих Казимир умер в 1685 году, и графство Ганау вновь разделилось на две части, унаследованные его племянниками: в Ганау-Мюнценберге стал править Филипп Рейнхард, а в Ганау-Лихтенберге — Иоганн Рейнхард III. В 1712 году Филипп Рейнхард скончался, и графство Ганау объединилось вновь.

### Исчезновение графства Ганау с карты
Иоганн Рейнхард III был последним мужчиной из рода Ганау, и после его смерти в 1736 году в соответствии с договором 1643 года земли графства Ганау-Мюнценберг отошли ландграфству Гессен-Кассель. Земли графства Ганау-Лихтенберг отошли ландграфству Гессен-Дармштадт, так как Шарлотта Кристина Ганау-Лихтенбергская (дочь Иоганна Рейнхарда III) была супругой Людвиг VIII Гессен-Дармштадтского. При этом вопрос об административной принадлежности амта Бабенхаузен чуть не привёл к войне между двумя ландграфствами. Дело было передано в Имперский камеральный суд, и после долгого разбирательства спорная территория была в 1771 году примерно поровну разделена между Гессен-Касселем и Гессен-Дармштадтом.